# KINDAI WELCOMES
KINDAI WELCOMES（きんだいウェルカムズ）は、日本のアイドルグループ。

## 概要
2014年につんく♂によってKINDAI GIRLSという名で結成される。つんく♂は2014年に母校でもある近畿大学の入学式をプロデュースすることになった。この2014年の入学式で初めてKINDAI GIRLSがお披露目される。
2016年には近畿大学の入学案内の動画にKINDAI GIRLSが出演する。アイドルのミュージック・ビデオみたいな内容になっている。
2018年4月1日にKINDAI GIRLSの初のCD『Free Your Imagination!』がリリースされる。CDのタイトルの『Free Your Imagination!』の他にもつんく♂が作詞作曲した3曲が収録される。CDのジャケットはSHIN ISHIKAWAが撮影。ミュージック・ビデオは竹久正記が監督。
2019年には『TUNAガール』の主題歌である『無理かもって思ったら それより先に進めない』を歌う。これはKINDAI GIRLSがfumikaと共に歌っていた。
KINDAI GIRLSは2023年にKINDAI WELCOMESにグループ名を変える。2023年度の近畿大学の入学式では3年ぶりにつんく♂がプロデュースした。この入学式ではKINDAI WELCOMESはつんく♂が作詞作曲したオリジナル曲でパフォーマンスを行った。
2025年にはこの年度の入学式のためにつんく♂がオリジナル曲を「Hey Good! 未来の向かって」を書き下ろして、入学式ではこの曲でKINDAI WELCOMESがパフォーマンスをした。

## メンバー
- 近畿大学の在学生
  - 仲村まひろ
  - 石井愛子